# Irina Bulmaga
Irina Bulmaga (ur. 11 listopada 1993) – rumuńska szachistka, reprezentantka Mołdawii do 2009, arcymistrzyni od 2012, posiadaczka męskiego tytułu mistrza międzynarodowego od 2013 roku.

## Kariera szachowa
Wielokrotna reprezentantka Mołdawii i Rumunii na mistrzostwach świata i Europy juniorek w różnych kategoriach wiekowych. Wielokrotna mistrzyni Mołdawii juniorek, w kategoriach do lat 10, 12, 14, 16 i 18 (w latach 2001–2009). Trzykrotna złota medalistka mistrzostw świata szkół (2005, 2006, 2007). Złota medalistka indywidualnych mistrzostw Mołdawii kobiet (2008). Zwyciężczyni otwartych mistrzostw Bułgarii kobiet (2008). Wielokrotna mistrzyni Rumunii juniorek, w kategoriach do 18 i 20 lat (w latach 2010–2013, w szachach klasycznych, szybkich i błyskawicznych). Mistrzyni Rumunii w szachach szybkich (2010) i błyskawicznych (2010). Srebrna medalistka indywidualnych mistrzostw Rumunii (2011). W 2014 r. zwyciężyła w mieście Braiła.
Wielokrotnie reprezentowała Rumunię w turniejach drużynowych, m.in.:
- czterokrotnie na olimpiadach szachowych (w latach 2008, 2010, 2012, 2014); medalistka: indywidualnie – brązowa (2014 – na IV szachownicy)[3],
- na drużynowych mistrzostwach świata (w roku 2013)[4],
- dwukrotnie na drużynowych mistrzostwach Europy (w latach 2011, 2013)[5],
- na drużynowych mistrzostwach Europy juniorów do 18 lat (w roku 2011); medalistka: wspólnie z drużyną – złota (2011)[6].

Najwyższy ranking w dotychczasowej karierze osiągnęła 1 lutego 2020 r., z wynikiem 2453 punktów zajmowała wówczas 29. miejsce na światowej liście FIDE, jednocześnie zajmując 1. miejsce wśród rumuńskich szachistek.